# طرخشقون قطبي
طرخشقون قطبي (باللاتينية: Taraxacum arcticum ) هو نوع نباتي يتبع جنس الطرخشقون من القبيلة الشيكورية.